# Tendenera
El Tendenera és una muntanya de 2.853 msnm de la província d'Osca (Aragó). És el punt culminant de la serra de Tendenyera.